# 石核石器
石核石器（せっかくせっき）とは、原石（母岩）から剥片をはがし取ったあとにのこった石核と呼ばれる芯材からつくった石器。打製石器としては打製石斧、砥石などの各一部があるのみで、磨製石器としては、石棒、石剣、石刀、青竜刀形石器、御物石器、装飾石器、石冠、岩偶、玉類など各種の祭祀具や調理加工に用いた石皿、凹石（一部）、磨石（一部）などがある。